# Óscar Osvaldo García Montoya
Óscar Osvaldo García Montoya alias Carlos, Ricardo oder El Compayito (spanisch für Kumpelchen; * 1974 oder 1975 in Guasave, Sinaloa) ist ein mutmaßlicher mexikanischer Auftragsmörder und Anführer einer kriminellen Organisation. Die mexikanischen Behörden werfen ihm mehr als 600 von ihm in Auftrag gegebene oder selbst ausgeführte Morde vor, die er der Staatsanwaltschaft zufolge auch gestanden haben soll.

## Leben
Óscar Montoya war ursprünglich Soldat bei der mexikanischen Marine, wo er aber desertierte und danach als Polizist in Baja California und Sinaloa arbeitete. Er kämpfte bei den Kaibiles, einer für zahlreiche Menschenrechtsverletzungen bekannten Eliteeinheit der guatemaltekischen Armee. Seit November 2010 verdächtigten ihn die Behörden zahlreicher Morde in Mexiko.
Er soll als Leibwächter von Edgar Valdez Villareal für das Beltrán-Leyva-Kartell gearbeitet haben. Nach dessen Festnahme am 30. August 2010 soll er die Organisation Mano con Ojos (Hand mit Augen) gegründet haben. Diese ist in den Drogenkrieg in Mexiko verwickelt. Es werden ihr mehr als 900 Morde zur Last gelegt. Die Mitglieder der Gruppe wurden in Guatemala ausgebildet.
Montoya wurde in der Nacht zum 11. August 2011 in Tlalpan in Mexiko-Stadt festgenommen. Auf ihn war ein Kopfgeld von umgerechnet rund 300.000 Euro ausgesetzt. Bei der Festnahme drang die Polizei irrtümlich auch in das Haus des bekannten Dichters Efraín Bartolomé und zweier Nachbarn ein.
Óscar Montoyas Geständnis wurde von der Polizei aufgezeichnet und im Fernsehen ausgestrahlt.